# Cesare Butti (1905)
Cesare Butti (Como, 28 settembre 1905 – Como, 9 giugno 1994) è stato un allenatore di calcio e calciatore italiano, di ruolo mediano.

## Carriera
Noto con il soprannome di Butina, cresce nell'Esperia, di lui si dice che somigliasse molto nelle movenze e nel gioco al compagno Plinio Farina. Lascia gli aquilotti nel 1925, per svolgere il servizio militare a Verona e passare poi al Comense. Debutta in Serie B nella stagione 1931-1932 e disputa complessivamente quattro campionati cadetti, per un totale di 96 presenze.
Nel 1935, dopo la retrocessione dei lariani in Serie C, diventa allenatore della squadra azzurra, che l'anno seguente passa alla denominazione di Associazione Sportiva Como. Ricopre questo ruolo fino al 1938, scendendo anche in campo in 34 partite.

## Palmarès
- Campionato di Prima Divisione: 2

1930-1931, 1937-1938